# 81 (číslo)
Osmdesát jedna je přirozené číslo, které následuje po čísle osmdesát a předchází číslu osmdesát dva. Římskými číslicemi se zapisuje LXXXI.

## Věda

### Matematika
- Deficientní číslo
- Největší dvouciferné mocné číslo
- Čtvercové a současně sedmiúhelníkové číslo

### Chemie
- 81 je atomové číslo thallia.
- Neutronové číslo nejběžnějšího izotopu barya

## Náboženství
- V pořadí 81. papežem byl sv. Benedikt II.

## Ostatní
- 81. dnem kalendářního roku je 22. (v přestupném roce 21. březen).
- +81 je mezinárodní telefonní předvolba Japonska

## Roky
- 81
- 81 př. n. l.
- 1981
- 2081